# اندیس گرانیت کانی کیلان پیرانشهر
گرانیت کانی کیلان پیرانشهر (کاوه هرونی) یک اندیس مصالح ساختمانی است که در استان آذربایجان غربی قرار دارد و مادهٔ معدنی موجود در آن، گرانیت است.